# 合豐集團
合豐集團控股有限公司 （英語：Hop Fung Group Holdings Limited，港交所：2320）是一間中國紙品公司，主要生產各種卡紙產品。主席許森國及大股東為許氏兄弟。
合豐集團是中國最二大箱板原紙產品生產商。集團主要經營瓦楞紙品的製造及銷售業務，產品包括瓦楞紙板及瓦楞紙箱，為香港及珠江三角洲地區逾550家製造業客戶提供瓦楞紙品 。
集團於2003年9月24日在香港交易所主板掛牌上市，大股東持已發行股量約50%以上。

## 外部連結
- 合豐集團控股有限公司投資 （页面存档备份，存于）
- hopfunggroup.com （页面存档备份，存于）